# Euthyphleps
Euthyphleps es un género de mantis de la familia Toxoderidae.

## Especies
Tiene las siguientes especies:
- Euthyphleps curtipes
- Euthyphleps rectivenis
- Euthyphleps tectiformis

- Datos: Q10492420